# Jean-Jacques Pierre
Jean-Jacques Pierre, né le 23 janvier 1981 à Léogâne (Haïti), est un ancien footballeur international haïtien qui évoluait au poste de défenseur central. Il est depuis 2021 le sélectionneur de l'équipe d'Haïti.

## Carrière en club
Sa formation de footballeur est le fruit du travail réalisé, en 1996, lors du premier mandat du président René Préval. À cette époque le pays n'avait qu'un secrétariat à la jeunesse des sports et de service civique, avec à sa tête Monsieur Lescoufler, père de « l'opération 2006 », un programme visant à recruter et former des jeunes joueurs. Jean-Jacques Pierre est repéré et formé à cette occasion.
Passé par l'Argentine, il joue au CA Peñarol en 2004 et 2005, où il est élu meilleur défenseur du championnat uruguayen. En 2005 il est recruté par le FC Nantes, en France, où il reste six saisons. International haïtien, son club du FC Nantes ne lui a pas permis de participer à la Digicel Cup 2007 que Haïti a néanmoins remportée, mais il participe aux Gold Cup 2002, 2007 et 2013.
Le 27 janvier 2012, libéré de son contrat avec le FC Nantes, il s'engage pour un an avec l'équipe grecque de Paniónios. En juillet 2012, il effectue un essai concluant avec le Stade Malherbe de Caen et signe un contrat d'un an avec le club. Il réalise une saison convaincante, de sorte que son contrat est prolongé de deux ans. Pour sa seconde saison avec Malherbe, il réalise une saison de qualité, comme titulaire et parfois capitaine de l'équipe. Avec son équipe, il retrouve la Ligue 1 en 2014-2015 avec le SM Caen. D'abord titulaire, il perd progressivement sa place.
Lors des dernières heures du mercato hivernal 2015, le défenseur résilie son contrat le liant à Caen avant de rejoindre le SCO d'Angers pour cinq mois, en Ligue 2. Titulaire, il parvient, avec ses coéquipiers, à faire remonter le club Angevin en Ligue 1 à l'échéance de cette saison.
À l'été 2015, il devient donc libre de tout contrat. Pourtant d'accord autour d'un contrat de 2 ans avec le Tours FC, il s'engage finalement en faveur du Paris FC le 24 juillet 2015.
Le 4 juillet 2017, il s'engage avec l'US Granville, club de 4e division.

## Carrière en sélection haïtienne
Depuis 2001, il est appelé régulièrement en équipe nationale d'Haïti, avec laquelle il compte plusieurs dizaines de sélections. C'est un pilier majeur des Grenadiers, il est très aimé des supporters, pour son patriotisme et son engagement dans la sélection de son pays.

## Statistiques
- 1994-2002 :  AS Cavaly  Haïti
- 2002-2003 : Arsenal de Sarandí  Argentine
- 2003-2004 : Club Deportivo Morón  Argentine
- 2004-2005 : CA Peñarol  Uruguay (Division 1, 38 matchs, 1 but)
- 2005-2011 : FC Nantes  France (Ligue 1, 68 matchs ; Ligue 2, 75 matchs, 4 buts)
- 2012 : Paniónios GSS  Grèce (12 matchs, 1 but)
- 2012-2014 : SM Caen  France (Ligue 2, 55 matchs, 2 buts)
- 2014-janvier 2015 : SM Caen  France (Ligue 1, 12 matchs)
- janvier 2015-2015 : SCO Angers  France (prêt) (Ligue 2, 15 matchs)
- 2015-2017 : Paris FC  France (Ligue 2, 15 matchs)
- 2017-2018 : US Granville  France (CFA, 7 matchs)
- 2018-2019 : MOS Caen  France

## Reconversion
En 2019, il rejoint le club de l'Avant-Garde caennaise un club de 5ème division française en qualité d'entraineur adjoint.
Le 12 mars 2021, Jean-Jacques Pierre devient le nouveau sélectionneur de l'équipe d'Haïti. Il succède à Marc Collat et a pour premier objectif d'emmener l'équipe à la Coupe du Monde 2022.
Le 7 septembre 2024, il devient manager du Pôle Formation du club de la JS Douvres, club de R2 Normandie (7ème division).